# Io per lei/Il diario di Anna Frank
Io per lei/Il diario di Anna Frank è l'undicesimo singolo de I Camaleonti. Venne pubblicato in Italia nel 1968 dall'etichetta CBS. Il brano "Io per lei" è la cover con testo in italiano del brano "To Give" dei Frankie Valli & The Four Seasons. Una cover è stata incisa da Rino Gionchetta per l'album del 1971 Il mondo è musica (Polaris, POL. LP 450).

## Tracce
Lato A
1. Io per lei – 3:38 (testo: Daniele Pace – musica: Bob Crewe, Bob Gaudio)

Lato B
1. Il diario di Anna Frank – 4:21 (Mino Reitano, Franco Reitano)